# NGC 4589
NGC 4589 (również PGC 42139 lub UGC 7797) – galaktyka eliptyczna (E2), znajdująca się w gwiazdozbiorze Smoka. Odkrył ją William Herschel 22 listopada 1797 roku. Jest to galaktyka z aktywnym jądrem typu LINER.
W galaktyce tej zaobserwowano supernową SN 2005cz.